# Temporada 1954-55 de los Boston Celtics
La temporada 1954-55 fue la novena de los Boston Celtics en la NBA. La temporada regular acabó con 36 victorias y 36 derrotas, clasificándose para los playoffs, en los que cayeron en finales de división ante los Syracuse Nationals.

## Elecciones en elDraft
| Ronda | Puesto | Jugador      | Posición  | Nacionalidad   | Universidad |
| ----- | ------ | ------------ | --------- | -------------- | ----------- |
| 1     | 5      | Togo Palazzi | Alero     | Estados Unidos | Holy Cross  |
| 2     | 14     | Red Morrison | Ala-Pívot | Estados Unidos | Idaho       |

## Temporada regular
| División Este         | División Este | División Este | División Este | División Este | División Este | División Este | División Este | División Este |
| Equipo                | G             | P             | %             | PD            | Casa          | Fuera         | Neutral       | Div           |
| --------------------- | ------------- | ------------- | ------------- | ------------- | ------------- | ------------- | ------------- | ------------- |
| x-Syracuse Nationals  | 43            | 29            | .597          | –             | 25–7          | 10–17         | 8–5           | 21–15         |
| x-New York Knicks     | 38            | 34            | .528          | 5             | 17–9          | 8–17          | 13–8          | 15–21         |
| x-Boston Celtics      | 36            | 36            | .500          | 7             | 21–5          | 4–22          | 11–9          | 19–17         |
| Philadelphia Warriors | 33            | 39            | .458          | 10            | 14–5          | 6–20          | 13–14         | 17–19         |
| Baltimore Bullets     | 3             | 11            | .214          | 11            | ---           | ---           | ---           | ---           |

## Playoffs

### Semifinales de División
New York Knicks vs. Boston Celtics
| Fecha       | Partido                                 | Ciudad   |
| ----------- | --------------------------------------- | -------- |
| 15 de marzo | Boston Celtics 122, New York Knicks 101 | Boston   |
| 16 de marzo | New York Knicks 102, Boston Celtics 95  | New York |
| 19 de marzo | New York Knicks 109, Boston Celtics 116 | New York |
|             | Boston gana las series 2-1              |          |

### Finales de División
Syracuse Nationals vs. Boston Celtics
| Fecha       | Partido                                        | Ciudad   |
| ----------- | ---------------------------------------------- | -------- |
| 22 de marzo | Syracuse Nationals 110, Boston Celtics 100     | Syracuse |
| 24 de marzo | Syracuse Nationals 116, Boston Celtics 110     | Syracuse |
| 26 de marzo | Boston Celtics 100, Syracuse Nationals 97 (OT) | Boston   |
| 27 de marzo | Boston Celtics 94, Syracuse Nationals 110      | Boston   |
|             | Syracuse gana las series 3-1                   |          |

## Estadísticas
| Rk | Jugador       | Edad | P  | PT | MP   | TC  | TCI  | %TC  | 3P | 3PI | %3P | TL  | TLI | %TL  | RO | RD | RT  | AS  | RB | TAP | BP | FP  | PTS  |
| -- | ------------- | ---- | -- | -- | ---- | --- | ---- | ---- | -- | --- | --- | --- | --- | ---- | -- | -- | --- | --- | -- | --- | -- | --- | ---- |
| 1  | Bob Cousy     | 26   | 71 |    | 38.7 | 7.4 | 18.5 | .397 |    |     |     | 6.5 | 8.0 | .807 |    |    | 6.0 | 7.8 |    |     |    | 2.3 | 21.2 |
| 2  | Bill Sharman  | 28   | 68 |    | 36.1 | 6.7 | 15.6 | .427 |    |     |     | 5.1 | 5.7 | .897 |    |    | 4.4 | 4.1 |    |     |    | 3.1 | 18.4 |
| 3  | Ed Macauley   | 26   | 71 |    | 38.1 | 5.7 | 13.4 | .424 |    |     |     | 6.2 | 7.9 | .792 |    |    | 8.5 | 3.9 |    |     |    | 2.4 | 17.6 |
| 4  | Frank Ramsey  | 23   | 64 |    | 27.4 | 3.7 | 9.3  | .399 |    |     |     | 3.8 | 5.0 | .755 |    |    | 6.3 | 2.9 |    |     |    | 3.9 | 11.2 |
| 5  | Don Barksdale | 31   | 72 |    | 24.9 | 3.7 | 9.7  | .382 |    |     |     | 3.1 | 4.7 | .651 |    |    | 7.6 | 1.8 |    |     |    | 3.1 | 10.5 |
| 6  | Jack Nichols  | 28   | 64 |    | 29.8 | 3.9 | 10.3 | .380 |    |     |     | 2.2 | 2.8 | .780 |    |    | 8.3 | 2.3 |    |     |    | 3.7 | 9.9  |
| 7  | Bob Brannum   | 29   | 71 |    | 22.9 | 2.5 | 6.5  | .378 |    |     |     | 1.3 | 1.8 | .709 |    |    | 6.9 | 1.8 |    |     |    | 3.3 | 6.2  |
| 8  | Togo Palazzi  | 22   | 53 |    | 9.5  | 1.9 | 4.8  | .399 |    |     |     | 0.8 | 1.1 | .750 |    |    | 2.8 | 0.6 |    |     |    | 1.1 | 4.7  |
| 9  | Red Morrison  | 22   | 71 |    | 17.3 | 1.7 | 4.0  | .423 |    |     |     | 1.0 | 1.6 | .626 |    |    | 6.4 | 1.2 |    |     |    | 3.1 | 4.4  |
| 10 | Fred Scolari  | 32   | 59 |    | 10.5 | 1.3 | 4.2  | .305 |    |     |     | 0.7 | 0.8 | .796 |    |    | 1.3 | 1.6 |    |     |    | 1.3 | 3.2  |
| 11 | S. Whitaker   | 24   | 3  |    | 5.0  | 0.3 | 2.0  | .167 |    |     |     | 0.0 | 0.0 |      |    |    | 0.3 | 0.3 |    |     |    | 1.3 | 0.7  |
| 12 | Bob Houbregs  | 22   |    |    |      |     |      |      |    |     |     |     |     |      |    |    |     |     |    |     |    |     |      |

## Galardones y récords
| Jugador      | Galardón                    |
| Bob Cousy    | Mejor quinteto de la NBA    |
| Bill Sharman | 2º Mejor quinteto de la NBA |